# Wiktorija An
Wiktorija Wiktorowna An (russisch Виктория Викторовна Ан, engl. Transkription Viktoriya An; * 4. September 1992 in Almaty als Wiktorija Sjabkina russisch Зябкина, engl. Zyabkina) ist eine kasachische Leichtathletin, die sich auf den Sprint spezialisiert hat. Sie wurde dreimal Asienmeisterin über 200 Meter sowie 2017 auch über 100 Meter und in der 4-mal-100-Meter-Staffel. Damit zählt sie zu den erfolgreichsten Sprinterinnen ihres Landes.

## Sportliche Laufbahn
Erste Erfahrungen bei internationalen Meisterschaften sammelte Wiktorija An bei den Jugendweltmeisterschaften 2009 in Brixen, bei denen sie über 200 Meter in der ersten Runde ausschied. 2010 gewann sie bei den Juniorenasienmeisterschaften in Hanoi die Bronzemedaille über 200 Meter und wurde mit der kasachischen 4-mal-100-Meter-Staffel disqualifiziert. Bei den Asienspielen in Guangzhou schied sie über 100 Meter im Vorlauf und konnte mit der Staffel ihren Finallauf nicht beenden. 2011 konnte sie sich für die Weltmeisterschaften in Daegu qualifizieren, schied dort aber über 200 Meter im Vorlauf aus. 2012 gewann sie über 60 Meter die Bronzemedaille bei den Hallenasienmeisterschaften in Hangzhou. Bei den Hallenweltmeisterschaften in Istanbul schied sie über diese Distanz aber in der Vorrunde aus. Sie qualifizierte sich auch für die Olympischen Sommerspiele in London, schied dort aber im 200-Meter-Lauf im Vorlauf aus.
2013 siegte sie über 200 Meter bei den Asienmeisterschaften in Pune und belegte mit der kasachischen 4-mal-400-Meter-Staffel den vierten Platz. Bei den Weltmeisterschaften in Moskau schied sie über 200 Meter in der ersten Runde aus. 2014 gewann sie bei den Asienspielen in Incheon die Silbermedaille mit der 4-mal-100-Meter-Staffel, belegte Platz vier über 100 Meter und wurde Siebte über 200 Meter. 2015 belegte sie mit der kasachischen Stafette Platz sechs im B-Finale bei den IAAF World Relays 2015 auf den Bahamas. Bei den Studentenweltspielen in Gwangju gelang ihr ein Dreifachsieg über 100 Meter, 200 Meter und in der 4-mal-100-Meter-Staffel. Zudem gewann sie bei den Asienmeisterschaften in Wuhan erneut die Goldmedaille über 200 Meter, Silber über 100 Meter und mit der Staffel erreichte sie den vierten Platz. Wenig später gelangte sie bei den Weltmeisterschaften in Peking über 100 Meter und 200 Meter bis in das Halbfinale.
2016 gewann sie bei den Hallenasienmeisterschaften in Doha die Goldmedaille über 60 Meter und schied bei den Hallenweltmeisterschaften in Portland erneut in der Vorrunde aus. Sie qualifizierte sich erneut für die Olympischen Spiele in Rio de Janeiro, bei denen sie über 100 Meter, 200 Meter in der Vorrunde aus und wurde mit der kasachischen Staffel ebenfalls im Vorlauf disqualifiziert. 2017 gewann sie bei den Asienmeisterschaften in Bhubaneswar erneut in beiden Einzelsprintdisziplinen und mit der kasachischen Staffel. Bei den Weltmeisterschaften in London schied sie über 200 Meter und mit der Staffel in der Vorrunde aus. Zwei Wochen später belegte sie bei den Weltstudentenspielen in Taipeh Platz vier über 100 Meter und wurde mit der kasachischen Staffel im Finale disqualifiziert. Anfang September gewann sie bei den Asian Indoor & Martial Arts Games in Aşgabat die Goldmedaille über 60 Meter. Mit der 4-mal-400-Meter-Staffel wurde sie disqualifiziert.
2018 nahm sie an den Hallenasienmeisterschaften in Teheran teil und gewann dort in 7,39 s die Silbermedaille über 60 Meter hinter der Chinesin Liang Xiaojing sowie die Goldmedaille mit der kasachischen 4-mal-400-Meter-Staffel. Ende August nahm sie erneut an den Asienspielen in Jakarta teil, erreichte dort über 100 Meter das Halbfinale und wurde im 200-Meter-Lauf in der ersten Runde disqualifiziert. Sie gewann aber mit der kasachischen Stafette in 43,82 s die Bronzemedaille hinter Bahrain und China. 2021 wurde sie wegen eines Dopingverstoßes gesperrt. 2025 schied sie bei den Asienmeisterschaften in Gumi mit 24,41 s und 55,70 s jeweils in der Vorrunde über 200 und 400 Meter aus und belegte mit der 4-mal-400-Meter-Staffel über 4-mal 400 Meter in 3:40,71 min den vierten Platz.
2011, 2015 und 2017 wurde An Kasachische Meisterin im 100-Meter-Lauf. Zudem gewann sie den Titel über 200 Meter 2011, 2013, 2015 und 2018. Mit der Staffel war sie in den Jahren 2011, 2012, 2016 und 2018 siegreich. Sie absolvierte ein Studium der Translationswissenschaften an der Turan University Almaty sowie ein Sportstudium an der Al-Farabi-Universität. Ihre Mutter Oxana Selinskaja war für die Sowjetunion als Dreispringerin am Start und ihr Vater Wiktor Sjabkin war als Sprinter aktiv.

## Persönliche Bestzeiten
- 100 Meter: 11,15 s (+1,2 m/s), 25. Juni 2016 in Almaty
  - 60 Meter (Halle): 7,20 s, 29. Januar 2016 in Öskemen (Kasachischer Rekord)
- 200 Meter: 22,66 s (+0,7 m/s), 26. Juni 2016 in Almaty (Kasachischer Rekord)
  - 200 Meter (Halle): 23,25 s, 30. Januar 2016 in Öskemen (Kasachischer Rekord)
- 400 Meter: 51,67 s, 30. Juni 2012 in Almaty